# Camerata Cornello
Pour les articles homonymes, voir Camerata.
Camerata Cornello est une commune italienne de la province de Bergame, dans la région Lombardie.

## Administration
| Période                                  | Période | Identité | Étiquette | Qualité |
| ---------------------------------------- | ------- | -------- | --------- | ------- |
|                                          |         |          |           |         |
| Les données manquantes sont à compléter. |         |          |           |         |

### Hameaux
Cornello dei Tasso

### Communes limitrophes
| - OpenStreetMap Limite communale. |

Cassiglio, Lenna, Piazza Brembana, San Giovanni Bianco, Taleggio.

## Personnalités liées à la commune
- Omedeo Tasso